# JX-594

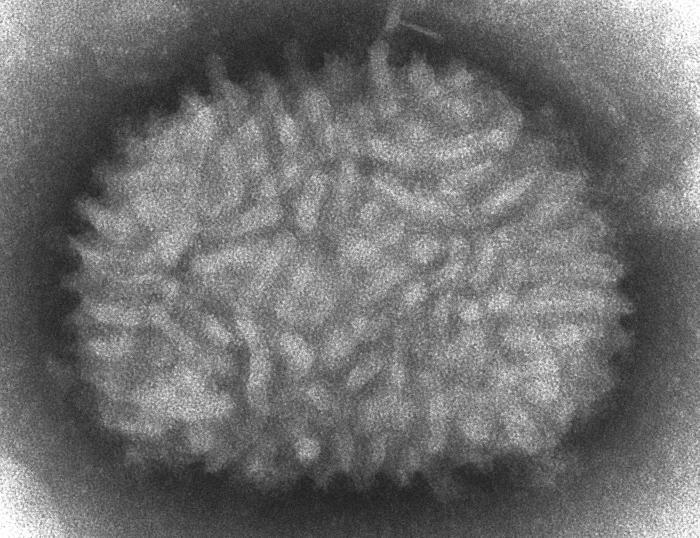
Figura (1) Imatge del Vaccinia virus obtinguda amb microscopi electrònic.

JX-594 és un virus oncolític transgènic desenvolupat per científics de la Universitat d'Ottawa i una companyia privada de San Francisco, Jennerex. És el resultat de la modificació mitjançant enginyeria genètica del virus Vacuna. És un virus en fase experimental, dissenyat per localitzar, atacar i destruir cèl·lules canceroses per lisis.
 La infecció de cèl·lules canceroses per virus oncolitics ha demostrat tenir molta especificitat, i menys efectes adversos que d'altres tractaments com la quimioteràpia, que destrueixen teixit sa. Una de les estratègies més noves en la lluita contra el càncer és la utilització de la replicació competent i controlada de virus oncolítics que infecten específicament cèl·lules tumorals.

## Un virus oncolític pioner
Hi ha altres virus oncolítics que combaten tumors, però tenen l'inconvenient que han de ser injectats al tumor mateix per poder actuar i han de ser sovint acompanyats de quimioteràpia. El JX-594 ha suposat un pas considerable en els futurs tractaments contra el càncer, ja que aquest es pot introduir de manera intravenosa gràcies a la seva especificitat i eficiència. Això li permet arribar per tot el cos i limitar la metàstasi de les cèl·lules tumorals, sovint difícils de detectar. El JX-594 és una modificació genètica del poxviridae virus Vaccinia (virus utilitzat com a vacuna per l'erradicació de la verola). És el resultat de la inactivació del gen viral de la timidina-cinasa (gen TK) i de l'addició de dos transgens: el CSF2, que codifica el factor humà d'estimulació de colònies de macròfags i granulòcits (agent antitumoral hGM-CSF, per les seves sigles en anglès), i el lacZ, que codifica la β-galactosidasa (un marcador). JX-594 té les mateixes característiques estructurals que el virus Vaccinia. JX-594 té una estructura que li dona una estabilitat intravenosa significativa, necessària per actuar en teixits distants. És resistent als anticossos i al sistema del complement en la sang, i posseeix sistemes d'infecció ràpida dins els teixits. Gràcies a la seva grandària, els virus es depositen més fàcilment als tumors, on el nou teixit vascular incrementa la permeabilitat de les cèl·lules canceroses. El seu genoma està format per ADN bicatenari lineal que codifica diverses proteïnes que inhibeixen l'activació d'interferons i li donen resistència al sistema immunitari. El virus és suposat segur, ja que la informació genètica que permet al JX-594 mutar ha estat suprimida i no ataca el teixit sa.

## Assaig clínic
Després de donar resultats satisfactoris en la tolerància i en l'eficàcia del JX-594 en conills i ratolins i de realitzar-se amb èxit un experiment ex vivo d'injecció intratumoral en deu mostres de teixits cancerosos, s'han efectuat, fins ara, dues fases de l'assaig clínic. Per captar les dades ha sigut necessària la detecció de l'activitat del JX-594. Aquesta es fa tant mitjançant l'anàlisi immunohistoquímic de la beta-galactosidasa codificada pel transgen lacZ que hidrolitza la X-galactosidasa donant un color blau característic, com per la detecció del hGM-CSF en la sang, resultat de la replicació del JX-594. La primera fase de l'assaig clínic es va fer amb 23 pacients que desenvolupaven diferents tipus de càncer en un estat avançat. Es va voler confirmar que el JX-594 injectat de forma intravenosa expressava els seus transgens i es replicava a les cèl·lules canceroses, així com comprovar la seva seguretat. En aquest assaig es va veure estabilitzar-se i retrocedir el càncer a sis dels vuit pacients que havien rebut altes dosis de JX-594. La majoria tenien evidències d'una replicació viral a les seves cèl·lules tumorals, i no pas a les dels teixits normals.
La segona fase de la teràpia viral està en procés i es fa amb 120 pacients que pateixen un estat primari de càncer de fetge (hepatocarcinoma). Els primers resultats mostren una gran activitat del JX-594 en aquestes cèl·lules tumorals i confirmen de nou la seva especificitat.

## Mecanismes d'acció

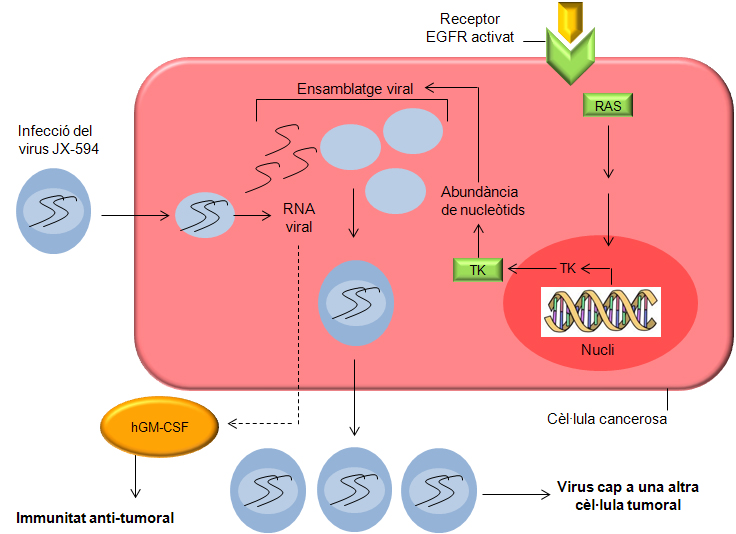
Replicació del virus oncolític modificat genèticament, JX-594. El fet que el virus tingui desactivat el gen responsable de la fabricació de la timidina-cinasa (TK) fa que aquest s'hagi de servir de la TK de la cèl·lula hoste, que es troba sobreexpressada en les cèl·lules canceroses a causa de la via de senyalització EGFR-RAS, que es troba descontrolada. A més, el virus secreta GM-CSF, que activa la resposta immunitària del cos.

### Cèl·lules diana de la vacuna
Les cèl·lules tumorals tenen alterades les vies metabòliques de senyalització via EGFR (receptor del factor de creixement epidèrmic, per les seves sigles en anglès)/Ras, cosa que explica la seva alta proliferació. Aquests receptors sobreexpressats en la membrana plasmàtica estimulen en excés l'expressió del gen de la timidina-cinasa al nucli de la cèl·lula tumoral. La timidina-cinasa (TK) és aleshores alliberada i utilitzada en la síntesi del nou ADN viral, cosa que permet el posterior ensamblatge dels virions. Per això el JX-594 actua de forma selectiva, perquè en tenir inhibida la TK (per inactivació del seu gen) i necessitar-la per la síntesi del nou ADN viral, la seva reproducció només es podrà dur a terme en cèl·lules canceroses, ja que són molt riques en timidina-cinasa. En les cèl·lules normals, en canvi, el virus no pot explotar la maquinària de replicació cel·lular.

### Procés d'infecció
El procés d'infecció del JX-594 té lloc en diverses etapes. Després de la unió amb el seu receptor, el virus entra dins la cèl·lula per fusió de les membranes externes. La partícula es desprèn del seu embolcall i allibera enzims i ADN bicatenari lineal víric al citosol. La replicació es fa al citoplasma de la cèl·lula hoste, fora del nucli, ja que els poxviridae codifiquen la seva pròpia maquinària de replicació. Després de la replicació ve l'ensamblatge de les partícules víriques i la seva sortida de la cèl·lula. El fet que alguns càncers tinguin com a causant un virus (com l'hepatitis B) fa que aquestes cèl·lules siguin més susceptibles de ser infectades per un segon virus, ja que alteren les rutes metabòliques de la cèl·lula.

### Inducció a la mort cel·lular
Una vegada dintre de la cèl·lula, el JX-594 replica i codifica el seu genoma al citosol. En ell, es troba essencialment el CSF2. Aquest transgen codifica pel factor d'estimulació de colònies de macròfags i granulòcits (hGM-CSF) que estimula la immunitat anticancerosa. Les cèl·lules són doncs detectades i eliminades pels limfòcits T killers o citotòxics específics als tumors. Cal considerar que els efectes citopàtics provocats per la producció de nous virions també condueixen a la mort de la cèl·lula tumoral per lisis (procés que rebenta la membrana citoplasmàtica).

## Efectes adversos
El JX-594 és generalment ben tolerat. Però s'han donat incidències en pacients que han participat en l'assaig clínic, fins a 24 hores després de la injecció: és el cas de febres (78%), calfreds (56%), fatiga (22%), nàusees (22%), mal de cap (22%), vòmits (17%), taquicàrdia (13%), hipertensió (13%), anorèxia (13%) i miàlgia (13%).